# Maria Andréieva
Maria Fiódorovna Andréieva, rus: Мари́я Фёдоровна Андре́ева (1868-1953) fou el nom artístic de Maria Fiódorovna Jeliabújskaia, rus: Мари́я Фёдоровна Желябу́жская (cognom de soltera Iurkóvskaia, rus: Юрко́вская), actriu russa, figura pública i política, i amistançada ("muller civil") de Maksim Gorki (de 1904 a 1921). Les relacions d'amistat entre Andréieva i Gorki es van mantenir fins al final de la vida de l'escriptor.

## Família
El seu pare, Fiódor Aleksàndrovitx Fiódorov-Iurkovski (rus: Фёдор Александрович Фёдоров-Юрковский, 1842-1915) era director del Teatre Aleksandrinski,i la seva mare, Maria Pàvlovna Iurkóvskaia, era actriu.Maria va seguir les passes dels seus pares. Es va graduar a l'escola secundària i a l'escola de teatre,i també va estudiar al Conservatori. Amb 18 se'n va anar a Kazan, on va debutar teatralment. Es va casar amb el conseller d'Estat Andrei Jeliabujski, que era 18 anys més gran que ella, i treballava com a inspector dels ferrocarrils de Kursk i Nijni Nóvgorod, però també participava en el teatre. La parella va tenir dos fills, Iuri, (1888-1955) i Iekaterina (nascuda el 1894). Iuri arribaria a ser director de cinema.

## Carrera

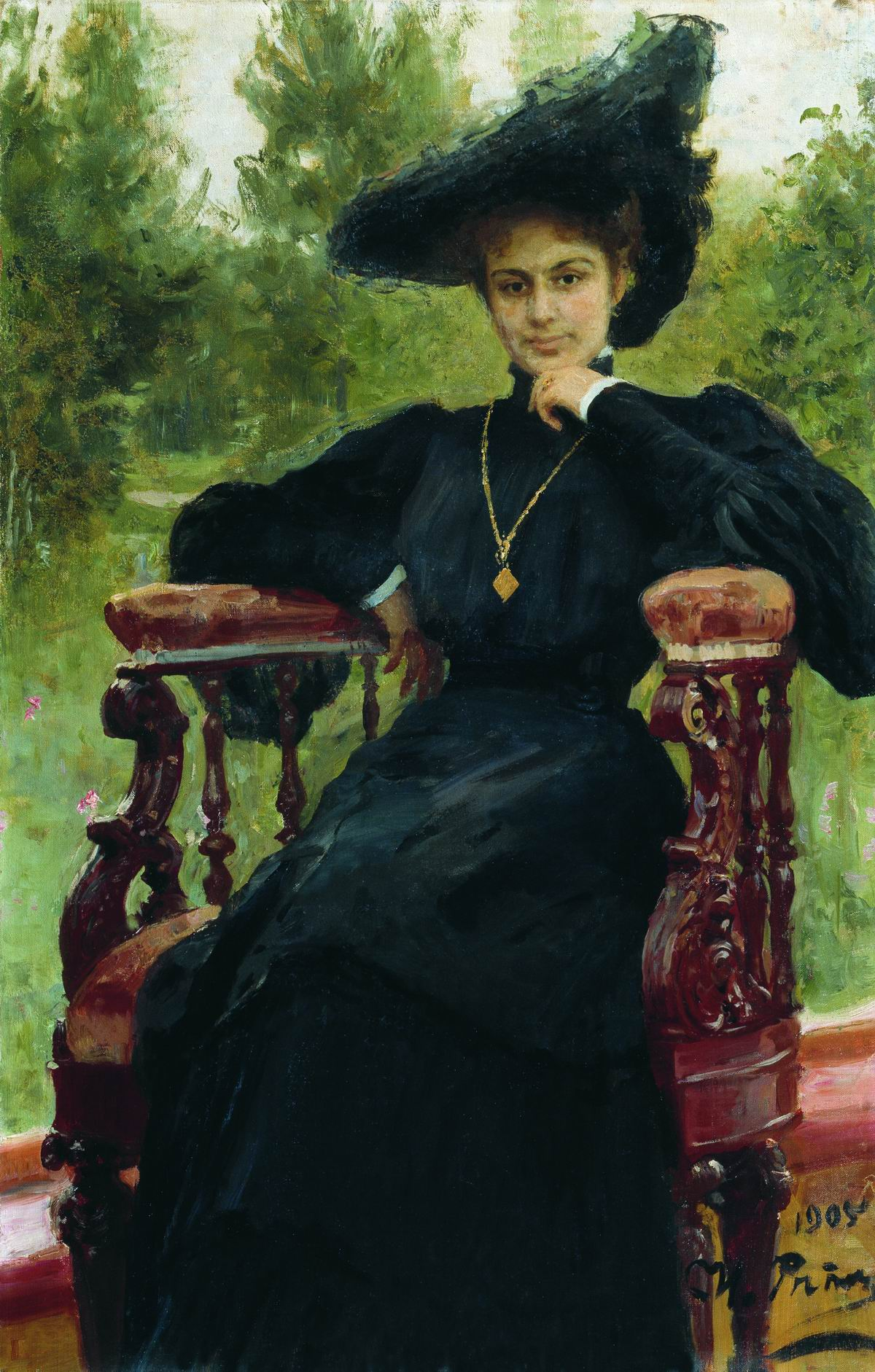
Retrat per Ilià Repin

Després que Jeliabujski rebés un nou càrrec, la família es va traslladar a Tiflis. En total, Maria Fiódorovna va passar cinc anys a Tiflis, i allí, pel nom del seu marit, va agafar el nom artístic d'Andréieva. Després de tornar a Moscou, va començar a actuar a la Societat d'Art i Literatura de Moscou sota la direcció de Konstantín Stanislavski. Va fer el seu debut professional el 15 de desembre de 1894. En tres anys va interpretar 11 personatges. Posteriorment Staniskavski i Andréieva van actuar junts al Teatre d'Art de Moscou. Els 7 anys de la seva gran activitat (1898-1905) estan associats a aquest teatre. Durant aquest temps, va interpretar 15 papers importants en obres de Txékhov, Gorki, Ostrovski, Hauptmann, Ibsen i Shakespeare. Stanislavski també li va encomanar tractar assumptes administratius i financers del teatre. El seu matrimoni es va trencar, i l'actriu va entrar en una aventura turbulenta amb un ric comerciant, Savva Morózov.

## Relació amb Maksim Gorki
El 1900 es va trobar per primer cop amb Maksim Gorki a Sebastòpol, on hava juntament amb el Teatre d'Art de Moscou per interpretar el drama de Txékhov La Gavina. El 1903 es va convertir en la seva amistançada oficial.
Andréieva es va interessar per la literatura marxista i es va unir secretament al Partit Obrer Socialdemòcrata Rus. Maria va ser introduïda al marxisme, difós als cercles de la intel·lectualitat creativa, per l'estudiant exiliat i lliurepensador Piotr Kràssikov (sobrenom clandestí Ignat). Sota la influència del seu mentor, Andréieva va traduir de l'alemany al rus, i va estudiar de forma independent, El Capital de Karl Marx.
Gorki i Andréieva van deixar Rússia el 1906 i van viatjar pels Estats Units, i després es van establir a Capri, Itàlia.Mentre que, a Capri, Gorki estava involucrat amb el grup Vpered, Andreíeva, per contra, s'estava amb Anna Aleksàndrovna Lunatxàrskaia, esposa d'Anatoli Lunatxarski i germana d'Aleksandr Bogdànov.

## Al servei del Partit i la Revolució
En les revolucions de febrer i octubre de 1917, Andréieva no hi va prendre part activa.quan el nou govern necessitava nou personal qualificat, Maria Fiódorovna es va convertir en la presidenta del departament d'educació artística de l'ajuntament de Petrograd. El mèrit d'Andréieva va ser encara més apreciat després d'octubre: va ser nomenada comissària de teatres i espectacles de Petrograd i cinc gubèrnies. Lenin anomenava Andréieva, "Comissària d'Art" 
El 1918, la Duma de Petrograd es va dissoldre, i Andréieva fou novament nomenada cap del departament de teatre del soviet de Petrograd i estigué immersa en activitats socials i del partit. L'ocupació permanent en innombrables reunions del nou govern es reflecteix en la seva relació personal amb Gorki. El 1919, a la vida de l'escriptor proletari de 51 anys, va arribar, primer com a secretària, i després com a amistançada, la baronessa i aventurera política Moura Budberg. Andréieva mai no va perdonar la traïció, ni a l'escriptor ni a ella mateixa.
Després de la ruptura personal final amb Gorki (la seva amistat va persistir fins al final de la vida de l'escriptor), Andréieva va començar una aventura amb el funcionari del GPU Piotr Kriutxkov (17 anys més jove que l'actriu), que per recomanació de Maria Fiódorovna es va convertir en secretari personal de l'escriptor. Segons les memòries de Vladislav Khodassévitx, el 1921 Gorki, per iniciativa de Zinóviev i els serveis especials soviètics, amb el consentiment de Lenin, va tornar a emigrar, i Andréieva aviat va seguir el seu antic amistançat "per supervisar el seu comportament polític i el seu malbaratament de diners". Gràcies a la seva influència en les autoritats soviètiques, Kriutxkov es va convertir en el redactor en cap de l'editorial soviètica Mejdunaródnaia Kniga. D'aquesta manera, Kriutxkov es va convertir en l'editor real de les obres de Gorki a l'estranger i un intermediari entre l'escriptor i els escriptors i editors soviètics. Gràcies a això, Andreíeva i Kriutxkov podien controlar completament els considerables ingressos de l'escriptor. El 1938, Kriutxkov va ser arrestat i executat després que se'l culpés de la mort de Gorki.
Després de tornar a la Unió Soviètica, Andréieva aviat es va deixar amb Kriutxkov i va prendre part en activitats de teatre. Ja en 1919, per recomanació de Leonid Krassin i Maksim Gorki,va ser nomenada comissària de la comissió d'experts del Comissariat de Comerç Exterior de Petrograd. A Sant Petersburg, Andreeva es va convertir en un dels iniciadors de la creació del Teatre Dramàtic Bolxoi (TDB),on va tornar al gran escenari durant set anys; al TDB, l'actriu va actuar intermitentment entre 1919-26, el paper més destacat d'aquest període fou el de Lady Macbeth en l'obra de Shakespeare del mateix nom. El cant del cigne d'Andréieva a l'escenari fou una tendra Desdèmona.
El 1926, novament va ser enviada a Berlín com a cap de la branca artística i industrial de la missió comercial soviètica a Alemanya. La seva tasca era obtenir les divises necessàries per a la precipitada industrialització de l'URSS, inclosa la venda de béns requisats a elements hostils de classe i d'or procedent de l'església. Després de tornar el 1928, ja no aparegué més a l'escenari. Va ser sotsdirectora de l'empresa "Kunsteksport". De 1931 a 1948 va ser la directora de la casa dels acadèmics de Moscou, on va fer conferències sobre Gorki.
Per les seves activitats organitzatives, va ser guardonada amb l'Orde de Lenin i amb l'Orde de la Bandera Roja del Treball.
Va morir el 8 de desembre de 1953 i va ser enterrada al Cementiri de Novodévitxi a Moscou.